# Elaphria thionaris
Elaphria thionaris är en fjärilsart som beskrevs av William Schaus 1904. Elaphria thionaris ingår i släktet Elaphria och familjen nattflyn. Inga underarter finns listade i Catalogue of Life.